# Anatolij Zlenko
Anatolij Maksymovyč Zlenko (ukrajinsky Анато́лій Макси́мович Зле́нко; 2. června 1938, Stawyszcze – 1. března 2021) byl sovětský a ukrajinský diplomat a politik. Dvakrát zastával úřad ministra zahraničních věcí Ukrajiny, a to v letech 1991–1994 a 2000–2003. V mezidobí působil jako velvyslanec Ukrajiny při OSN (1994–1997) a poté jako velvyslanec Ukrajiny ve Francii (1997–2000).